# Символи миру
Символи миру — це умовні позначення народів планети щодо прагнення жити у злагоді, спокої та дружбі.

## Символ миру давніх часів
З давніх-давен символом миру вважався голуб.
У країнах Сходу цей птах — священний, добрий вісник богів. Існує легенда про те, як голубки богині кохання Венери звили гніздо в шоломі бога війни Марса. Своєю чергою, Марс, щоб не руйнувати пташину оселю, відмовився від військових дій, які могли б принести великі людські втрати.
Давні слов'яни вірили, що в голуба перетворюється душа людини, яка померла.
Християни вважали, що цей птах є символом Святого Духа, що голуб приносить у дім щастя, лад і спокій. У кожній хаті обов'язковим був тотем — оберіг, вирізаний із деревини. Його вішали над обіднім столом, який стояв у передньому, червоному кутку горниці. Увечері, коли родина збиралася за столом біля самовара, птах починав крутитися навколо себе, зазираючи, таким чином, у всі кутки хати, перевіряючи чи всюди лад.
Найбільшу популярність вислів «голуб миру» отримав після закінчення Другої світової війни. У квітні 1949 року в Парижі та Празі одночасно проходив перший Всесвітній конгрес прихильників миру під гаслом: «Захист миру — справа всіх народів миру». Засіданню необхідною стала емблема, завдяки якій слово «мир» стане зрозумілим кожній людині на планеті. За допомогою звернулися до геніального іспанця, великого Пабло Пікассо. Емблема була намальована: це був білий голуб, який ніс у дзьобі оливкову гілку.
Голуб — прагнення до польоту, свободи, миру. Білий колір — символ чистоти, чесноти, радості. Оливкова гілка — символ перемоги, миру та примирення.

## Сучасні символи миру
Сучасне життя змінює погляди людей, сприйняття оточуючого світу, уподобання. Саме тому поряд із традиційними з'явилися нові символи миру.
Вифлеємський вогонь миру, який долає безліч кордонів і потрапляє до всіх, хто чекає на світло тепла, миру, злагоди і сподівання, який мандрує із заходу на схід, долаючи кордони та єднаючи християн у переддень Різдва Христового.
Символом міжнародного руху за мир є прапор світу, що складається з палітри веселки.
Зворушливий плюшевий ведмедик Тедді — це символ далекого дитинства, теплого та безтурботного. Ця іграшка асоціюється з тими почуттями, які завжди живуть у серцях людей планети: тепло материнської турботи, душевна рівновага та спокій, і найголовніше — віддаленість від усіх проблем.
Символом міжнародної солідарності всіх людей світу став Дзвін Миру. Його було відлито з тих монет, що пожертвували діти всіх континентів, і передано в подарунок Японією як натяк на те, якою може бути ціна війни для людей. На дзвоні зроблено напис: «Хай буде загальний мир в усьому світі».
Перший Дзвін Миру був встановлений у штаб-квартирі ООН в Нью-Йорку 1954 року.
У 1996 році такий самий дзвін був встановлений у штаб-квартирі ООН у Відні. Дзвін Миру встановлено в багатьох містах Японії, Німеччини (1989), Польщі, Туреччини (1989), Мексики (1990), Австралії (1992), Монголії (1993), Філіппін (1994), Канади (1996), Бразилії (1997), Аргентини (1998), Еквадору (1999), Узбекистану (2003) та інших.
Дзвін Миру — це символ спокою, мирного життя та дружби, вічного братерства й солідарності народів. І водночас — це заклик до дії в ім'я збереження миру та життя на Землі, збереження Людини й Культури.
Щороку 21 вересня — у Міжнародний день миру — люди в усьому світі збираються, щоб ушанувати пам'ять жертв непорозумінь і конфліктів, заявити про власну готовність присвятити себе втіленню в життя давньої мрії людства — жити в мирі.